# Karol Križan
Karol Križan, född 5 juni 1980 i Žilina i Tjeckoslovakien (nuvarande Slovakien), är en professionell ishockeymålvakt

## Karriär
Križan har spelat i Liptovsky Mikulas HK, Zvolen HKM och i MODO Hockey, alltid med tröjnummer 60. 
Karol tog SM-guld tillsammans med MODO 14 april 2007, då han vann målvaktsmatchen över sin landsman i Linköpings HC - Rastislav Staňa. Den 17 december 2008 lämnade han MODO efter interna konflikter. Den 23 december samma år skrev Križan kontrakt med schweiziska HC Ambrì-Piotta.
Under säsongen 2005/2006 hade Križan bäst räddningsprocent av alla målvakter i Elitserien. Han gjorde även ett mål denna säsong mot Timrå den andra mars när MODO vann med 3-0 i E.on arena. Hans häftiga humör har dock renderat i 152 utvisningsminuter på 34 matcher under säsongen 2007/2008. I slutet av december 2010 blev det klart att Križan spelar för Växjö Lakers i hockeyallsvenskan 
Križan har även spelat i Slovakiens herrlandslag i ishockey i VM 2004,  VM 2005 och  VM 2006 samt i Olympiska spelen 2006.